# Bdín
Bdín (deutsch Bdin, 1939–45 Wacht) ist eine Gemeinde im Okres Rakovník in Tschechien. Sie liegt acht Kilometer nördlich von Nové Strašecí und gehört zum Okres Rakovník.

## Geographie
Bdín befindet sich in dem zum Džbán (Krugwald) gehörigen Hügelland Řevničovská pahorkatina im Naturpark Džbán. Das Dorf liegt gegenüber der Einmündung des Baches Přerubenický potok an einem Hang rechtsseitig des Bakovský potok. Gegen Osten erstreckt sich das Waldgebiet Pozdeňský les, nordwestlich der Pšanský les. Nördlich erhebt sich die Vošková (469 m n.m.), im Süden der Tok (483 m) und westlich die Střela (482 m).
Nachbarorte sind Dřevíč, Vinařice, Nová Ves, Hvížďalka, Bor, Stráň und Milý im Norden, Srbeč im Nordosten, Pod Lipou, Ostrov, Hlína, Myslivárna und Hvězda im Osten, Mšec, Červený Mlýn, Lodenice und Mšecké Žehrovice im Südosten, Pilský Mlýn, Lipina, Nové Strašecí, Tok und Třtice im Süden, Řevničov und Kalivody im Südwesten, Kroučová im Westen sowie Přerubenice, Smilovice und Kozojedy im Nordwesten.

## Geschichte
Die erste schriftliche Erwähnung von Ptyn erfolgte im Jahre 1318 im Zusammenhang mit einem Jan de Ptyna.
Der Ortsname leitet sich nach Antonín Profous vom alttschechischen Personennamen Bda her. Nach der volkstümlichen Überlieferung kommt er jedoch von der Bewachung (tschechisch bdít) der über den Džbán verlaufenden unsicheren Grenze des Stammesgebietes der Přemysliden mit dem der Lutschanen her.
Zum Ende des 14. Jahrhunderts gehörte Bdín zu den Besitzungen der Zemanen Hrabanie von Przerubenitz und wurde später an Kalivody angeschlossen.
Im Jahre 1596 verkauften die Brüder Adam, Hans und Karl Hruška die Feste Kalivody mit allem Zubehör an den Hauptmann des Schlaner Kreises, Matthias Stampach von Stampach, der die Güter seiner Herrschaft Kornhaus zuschlug. Da Matthias von Stampach kinderlos blieb, fiel die Herrschaft 1615 seinem Neffen Jan Rejchart zu. Dieser gehörte während des Ständeaufstands von 1618 dem Direktorium der Stände an. Nach der Schlacht am Weißen Berg wurde Jan Rejchart von Stampach zum Verlust der Hälfte seiner Güter verurteilt und die Herrschaft Kornhaus 1622 konfisziert.
1623 verpfändete die Hofkammer die Herrschaft zunächst an Elisabeth Popel von Lobkowicz. Im selben Jahre wurde Kornhaus gegen eine Schuld von 87.932 Schock Meißnischen Groschen an Wratislaw Reichsgraf von Fürstenberg, Heiligenberg und Werdenberg überschrieben. Jan Rejchart von Stampach, der 1628 nach Annaberg emigriert war, kehrte 1631 mit einem kursächsischen Heer nach Böhmen zurück und bemächtigte sich seines früheren Besitzes. Er wurde wieder aus Böhmen vertrieben und verlor 1634 wegen seiner Invasion auch die ihm verbliebenen böhmischen Güter.
Nach dem Tode Wratislaws von Fürstenberg erbte 1634 seine Witwe Lavinia Gonzaga von Novellara die Herrschaft. Nachdem diese in zweiter Ehe Otto Friedrich von Harrach geheiratet hatte, brach zwischen den Grafen von Fürstenberg und Otto Friedrich von Harrach ein Erbstreit aus. Bei dessen Beilegung wurde die Herrschaft Kornhaus 1639 den aus der Ehe mit Lavinia Gonzaga stammenden Kindern Wratislaws zugesprochen.
Nachdem Franz Wratislaw von Fürstenberg 1641 im Alter von zehn Jahren verstorben war, fiel das Erbe seiner Schwester Marie Eleonore Katharina, verheiratete Reichsgräfin von Hohenems zu. Eleonore Katharina von Hohenems verkaufte 1662 die Herrschaft Kornhaus zusammen mit dem Fürstenbergischen Haus am Hradschin für 60.000 Gulden an Johann Adolph von Schwarzenberg, der am 14. Juli 1670 in den Reichsfürstenstand erhoben wurde.
Der Hauptmann der Herrschaft Kornhaus, Elias Heidelberger von Heidelberg, ließ 1681 für die Herrschaft Kornhaus ein Urbar anlegen, das 613-seitige in alttschechischer Sprache verfasste Verzeichnis befindet sich heute im Archiv auf Schloss Třeboň.
1683 erbte Ferdinand zu Schwarzenberg die Herrschaft. 1703 erbte Adam Franz zu Schwarzenberg den Besitz; ihm folgte ab 1732 dessen Sohn Joseph I. zu Schwarzenberg, der 1780 die Herrschaft zum Familienfideikommiss erhob.
Im Laufe des 17. und 18. Jahrhunderts ging der einst reichhaltige Wildbestand der Kornhauser Wälder immer mehr zurück; der Fasangarten bei Kalivody wurde 1733 aufgegeben.
Nachfolgende Besitzer waren ab 1782 Johann I. zu Schwarzenberg, ab 1789 Joseph II. zu Schwarzenberg und ab 1833 dessen ältester Sohn und Fideikommisserbe Johann Adolf II. zu Schwarzenberg.
Im Jahre 1843 bestand Bdin / Bdjn aus 30 Häusern mit 220 Einwohnern. Im Ort gab es eine Mühle, abseits lag eine Ziegel- und Kalkbrennerei. Pfarrort war Srbeč. Bis zur Mitte des 19. Jahrhunderts blieb Bdin der Fideikommissherrschaft Kornhaus mit Kaunowa untertänig.
Nach der Aufhebung der Patrimonialherrschaften bildeten Bdín / Bdin ab 1850 mit den Ortsteilen Kalivody, Přerubenice und Dučice eine Gemeinde im Bezirk Rakonitz und Gerichtsbezirk Neustraschitz. 1868 wurde die Gemeinde dem Bezirk Schlan zugeordnet.
1920 lösten sich Dučice, Kalivody und Přerubenice von Bdín los und bildeten die Gemeinden Kalivody und Přerubenice.
Im Jahre 1932 hatte Bdín 216 Einwohner; im Ort gab es eine Zementwarenfabrik und die Steinkohlenzeche Antonie.
Zum Ende des Zweiten Weltkrieges legte die Wehrmacht in den Wäldern an der Straße nach Hříškov ein großes Munitionsdepot mit 500 Wagenladungen an. Am 18. April 1945 griffen Tiefflieger auf der Straße zwischen Bdín und Srbeč einen Kohlen-LKW der Protektoratsbahn aus Schlan an; dabei starb der Fahrer und seine beiden Mitfahrer wurden verletzt.
1949 wurde Bdín dem Okres Nové Strašecí zugeordnet, seit dessen Aufhebung im Jahre 1960 gehört die Gemeinde zum Okres Rakovník.
Am 1. Jänner 1980 erfolgte die Eingemeindung nach Srbeč. Seit dem 24. November 1990 bildet Bdín wieder eine eigene Gemeinde.

## Sehenswürdigkeiten
- Glockenturm aus dem Dorfplatz, errichtet 1746
- Borovice, der 24 m hohe Mobilfunkmast am Hang der Vošková wurde in Form einer künstlichen Kiefer errichtet.
- Gedenkstein für Jindřich Coufal an der Straße zwischen Bdín und Srbeč, der Kraftfahrer der BMB-ČMD wurde am 18. April 1945 bei einem Tieffliegerangriff getötet.
- Geschützte Eiche, am nördlichen Ortsausgang bei der Ziegelei
- Geschützte Esche, an der Straße nach Přerubenice am nordwestlichen Ortsausgang